# Пергач донецький
Пергач донецький (Eptesicus lobatus) — вид кажанів з роду пергач (Eptesicus) родини лиликових (Vespertilionidae).

## Історія таксона
Раніше всіх пергачів зі східних і південних теренів Україні відносили до виду Eptesicus serotinus, і новий вид виокремлено саме зі складу serotinus. Вид описано 2009 року як новий для науки за матеріалами з Луганщини українським вченим-теріологом Ігорем Загороднюком. Підставою для ревізії таксономії послугували численні помилки у визначеннях пергачів і суміжних видів (зокрема лиликів) при використанні наявних визначників. 
Первинна українська назва виду пов'язана з басейном річки Сіверський Донець, звідки була відома більшість знахідок цього виду на час його опису. Після уточнення його ареалу назву, яка за задумом в описі має залишитися географічною, буде уточнено. Латинська назва пов'язана з наявністю додаткової шкірної лопаті (епіблеми) зовні шпори.

## Унікальні ознаки

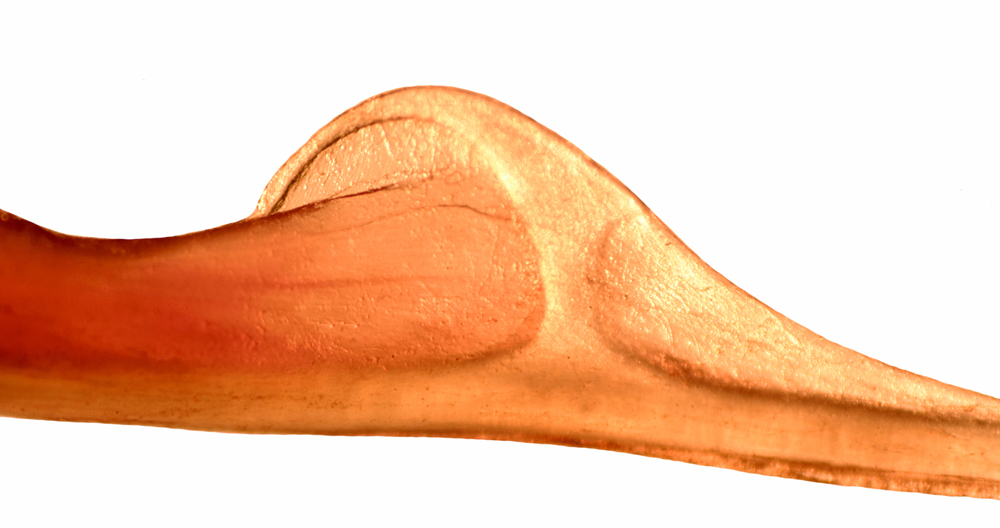
анатомія епіблеми пергача донецького

Підставою для опису стали морфологічні особливості східних пергачів, які не відповідали діагнозу виду Eptesicus serotinus та роду Eptesicus загалом. Ключовою діагностичною ознакою цього виду є наявність розвиненої епіблеми на шпорі. За всіма наявними зведеннями, епіблема у видів роду Eptesicus не розвинена: або відсутня, або має вигляд вузької шкірної складки (див. фото).

## Поширення
Типові зразки походять з кількох пунктів Луганщини: місто Краснодон, село Колесниківка та біостанція "Ново-Ільєнко" у Станично-Луганському районі, околиці села Ганнівка, біля міста Брянка Кіровського району (місце збереження типової серії: Зоологічний музей ім. Бенедикта Дибовського Львівського національного університету). Отже, відомий ареал охоплює басейн р. Сіверський Донець та суміжні райони Донецького кряжу. Припускається, що ареал виду простягається на схід до Дону і на південь до Підкавказзя та Приазов'я.

## Екологія
Вид є типовим мешканцем урболандшафту і відносить до видів-синантропів. Найбільша кількість знахідок у сховищах пов'язана з будівлями (віконні рами, підвіконня, перекриття стель тощо). Легко реєструється за ультразвуком (бл. 25-29 кГц з характерним "рисунком" звуку). Є звичайним у паркових зонах міст, озеленених дворах. Живиться у польоті, переважно великими комахами.

## Участь у зоонозах
З відомим на сьогодні ареалом цього виду пов'язана абсолютна більшість найвідоміших в Україні і Європі загалом випадків передачі  «кажанячого» сказу людині (зокрема, Харків, 1985, Луганськ 1997 р., Краснодон 2002 р.). 2013 року для колонії в типовому знаходищі (біостанція Ново-Ільєнко) підтверджено наявність вірусу сказу. Найімовірніше, сказ належить до виду EBLV1 (European Bat Lissa Virus 1) .

## Виноски
1. ↑  ВІСНИК ЛЬВІВ. УН-ТУ Серія біологічна. 2009. Вип. 51. С. 157-175 (PDF). Архів оригіналу (PDF) за 5 березня 2016. Процитовано 24 червня 2013.
2. ↑  Загороднюк І. В., Коробченко М. А. (2007). Кажани та ліссавіруси: аналіз даних з України та гіпотези міграції сказу в антропоценози // Вісник Луганського педагогічного університету. Біологічні науки. — 2007. — № 16 (132). — С. 104–116.